# Бабаньце
Бабаньце (пол. Babańce) — село в Польщі, у гміні Сейни Сейненського повіту Підляського воєводства.
Населення — 82 особи (2011).
У 1975-1998 роках село належало до Сувальського воєводства.

## Демографія
Демографічна структура станом на 31 березня 2011 року:
|          | Загалом | Допрацездатний вік | Працездатний вік | Постпрацездатний вік |
| -------- | ------- | ------------------ | ---------------- | -------------------- |
| Чоловіки | 42      | 7                  | 28               | 7                    |
| Жінки    | 40      | 12                 | 18               | 10                   |
| Разом    | 82      | 19                 | 46               | 17                   |